# Освајачи олимпијских медаља у атлетици — штафета 4 × 400 метара за жене
Дисциплина штафета 4 × 400 метара у женској конкуренцији била је први пут на програму атлетских такмичења од Олимпијских игара 1972. у Минхену. Освајачице олимпијских медаља у штафети 4 × 400 метара за жене приказане су у следећој табели. Резултати су дати у формату минуте:секунде,стотинке.
| Дисциплина                 | | Резултат       | | Резултат | | Резултат |
| Минхен 1972. детаљи        | Источна Немачка · Дагмар Кеслинг · Рита Кине · Хелга Зајдлер · Моника Церт                                                             | 3:22,95 СР, ОР | Сједињене Америчке Државе · Мејбел Фергерсон · Мадлен Манинг · Шерил Тусен · Кети Хамонд                                              | 3:25,15  | Западна Немачка · Анета Рикес · Инге Бединг · Хилдегард Фалк · Рита Вилден                                               | 3:26,51  |
| Монтреал 1976. детаљи      | Источна Немачка · Дорис Малецки · Бригите Роде · Елен Штрајт · Кристина Бремер                                                         | 3:19,23 СР, ОР | Сједињене Америчке Државе · Дебра Сапентер · Шила Инграм · Памела Џајлс · Розалин Брајант                                             | 3:22,81  | Совјетски Савез · Инта Климовича · Људмила Аксенова · Наталија Соколова · Надежда Иљина                                  | 3:24,24  |
| Москва 1980. детаљи        | Совјетски Савез · Татјана Пророченко · Татјана Гојстчик · Нина Зјускова · Ирина Назарова                                               | 3:20,12        | Источна Немачка · Габријела Леве · Барбара Круг · Кристина Бремер · Марита Кох                                                        | 3:20,35  | Уједињено Краљевство · Линси Макдоналд · Мишел Проберт · Џослин Хојт-Смит · Џанин Макгрегор                              | 3:27,5   |
| Лос Анђелес 1984. детаљи   | Сједињене Америчке Државе · Лилија Ледервуд · Шери Хауард · Валери Бриско-Хукс · Чандра Чизборо · Дијана Диксон* · Денин Хауард-Хил*   | 3:18,29 ОР     | Канада · Шармејн Крукс · Џилијан Ричардсон · Моли Килингбек · Марита Пејн · Дана Рајт*                                                | 3:21,21  | Западна Немачка · Хајке Шулте-Матлер · Уте Тим · Хајде-Елке Гаугел · Габи Бусман                                         | 3:22,98  |
| Сеул 1988. детаљи          | Совјетски Савез · Татјана Ледовска · Олга Назарова · Марија Пинигина · Олга Бризгина · Људмила Џигалова*                               | 3:15,17 СР, ОР | Сједињене Америчке Државе · Денин Хауард · Дајана Диксон · Валери Бриско-Хукс · Флоренс Грифит Џојнер · Шери Хауард* · Лили Летервуд* | 3:15,51  | Источна Немачка · Дагмар Нојбауер-Рибсам · Кирстен Емелман · Сабине Буш · Петра Милер · Грит Бројер*                     | 3:18,29  |
| Барселона 1992. детаљи     | Уједињени тим¹ · Јелена Рузина · Људмила Џигалова · Олга Назарова · Олга Бризгина · Лилија Нурутдинова* · Марина Шомина*               | 3:20,0         | Сједињене Америчке Државе · Наташа Кајзер · Гвен Торенс · Џерл Мајлс · Рошел Стивенс · Денин Хауард-Хил* · Данет Јанг*                | 3:20,92  | Уједињено Краљевство · Филис Смит · Сандра Даглас · Џенифер Стаут · Сали Ганел                                           | 3:24,23  |
| Атланта 1996. детаљи       | Сједињене Америчке Државе · Рошел Стивенс · Мејсел Малон · Ким Грејам · Џерл Мајлс · Линета Вилсон*                                    | 3:20,91        | Нигерија · Олабиси Афолаби · Фатима Јусуф · Черити Опара · Фалилат Окункоја                                                           | 3:21,04  | Немачка · Ута Ролендер · Линда Кисабака · Ања Рикер · Грит Бројер                                                        | 3:21,14  |
| Сиднеј 2000. детаљи        | Сједињене Америчке Државе · Џерл Мајлс · Моник Хенаган · Мерион Џоунс · Латаша Коландер-Ричардсон · Анфдреа Андерсон*                  | 3:22,62        | Јамајка · Сенди Ричардс · Кетрин Скот-Полмејлс · Дион Хемингс · Лорејн Грејам · Charmaine Howell* · Michelle Burgher*                 | 3:23,25  | Русија · Јулија Сотникова · Светлана Гончаренко · Олга Котљарова · Ирина Привалова · Наталија Назарова* · Олесја Зикина* | 3:25,46  |
| Атина 2004. детаљи         | Сједињене Америчке Државе · Диди Тротер · Моник Хендерсон · Сања Ричардс · Моник Хенаган · Кристал Кокс* · Moushaumi Robinson*         | 3:19,01        | Русија · Олесја Красномовец · Наталија Назарова · Олесја Зикина · Наталија Антјух · Татјана Фирова* · Наталија Иванова*               | 3:20,16  | Јамајка · Новлин Вилијамс · Мишел Бергер · Надија Дејви · Сенди Ричардс · Ронета Смит*                                   | 3:22.00  |
| Пекинг 2008. детаљи        | Сједињене Америчке Државе · Мери Вајнберг · Алисон Филикс · Моник Хендерсон · Сања Ричардс ·                                           | 3:18,54        | Русија · Јулија Гушчина · Људмила Литвинова · Татјана Фирова · Анастасија Капачинска · Јелена Мигунова* · Татјана Вешкурова*          | 3:18,82  | Јамајка · Шерика Вилијамс · Шерифа Лојд · Роузмари Вајт · Новлин Вилијамс ·                                              | 3:20,40  |
| Лондон 2012. детаљи        | Сједињене Америчке Државе · Диди Тротер · Алисон Филикс · Франсина Макорори · Сања Ричардс-Рос · Киша Бејкер* · Дајмонд Диксон*        | 3:16,87        | Русија · Јулија Гушчина · Антоњина Кривошапка · Татјана Фирова · Наталија Антјух · Наталија Назарова* · Анастасија Капачинска*        | 3:20,23  | Јамајка · Кристин Деј · Роузмари Вајт · Шерика Вилијамс · Новлин Вилијамс-Милс · Шерифа Лојд*                            | 3:20,95  |
| Рио де Жанеиро 2016 детаљи | Сједињене Америчке Државе · Кортни Около · Наташа Хејстингс · Филис Френсис · Алисон Филикс · Тејлор Елис-Вотсон* · Франсена Макорори* | 3:19,06        | Јамајка · Стефани Ен Макферсон · Аниша Меклохлин · Шерика Џексон · Новлин Вилијамс-Милс · Кристин Деј* · Крисан Гордон*               | 3:20,34  | Уједињено Краљевство · Ајлид Дојл · Ањика Онура · Емили Диамонд · Кристин Охуруогу · Емили Диамонд* · Кели Масеј*        | 3:25,88  |
| Токио 2020. детаљи         | Сједињене Америчке Државе · Сидни Меклохлин · Алисон Филикс · Далила Мухамед · Ејтинг Му                                               | 3:16,85        | Пољска Наталија Качмарек · Ига Баумгарт-Витан · Малгоржата Холуб-Ковалик · Јустина Свјенти                                            | 3:20,53  | Јамајка · Рониша Мекгрегор · Џанив Расел · Шерика Џексон · Кандис Меклеод                                                | 3:21,24  |
| Париз 2024. детаљи         | Сједињене Америчке Државе Шамир Литл · Сидни Меклохлин-Леврон · Габријела Томас · Алексис Холмс                                        | 3:15,27        | Холандија Лике Клавер · Катеијн Питерс · Лизан де Вит · Фемке Бол                                                                     | 3:19,50  | Уједињено Краљевство Викториа Охуруогу · Лавиаи Нилсен · Никол Јиргин · Амбер Енинг                                      | 3:19,72  |
| Лос Анђелес 2028.          | |                | |          | |          |

¹ Екипа ЗНД је наступила под олимпијском заставом.
* такмичарке обележене звездицом су трчале само у квалификацијама, али су освојиле медаље.

## Биланс медаља 4х400 м штафета
Стање после ЛОИ 2024.
| Ранг | Држава                    | Злато | Сребро | Бронза | Укупно |
| ---- | ------------------------- | ----- | ------ | ------ | ------ |
| 1.   | Сједињене Америчке Државе | 9     | 4      | -      | 13     |
| 2.   | Источна Немачка           | 2     | 1      | 1      | 4      |
| 3.   | Совјетски Савез           | 2     | -      | 1      | 3      |
| 4.   | Уједињени тим             | 1     | -      | -      | 1      |
| 5.   | Русија                    | -     | 3      | 1      | 4      |
| 6.   | Јамајка                   | -     | 2      | 4      | 6      |
| 7.   | Канада                    | -     | 1      | -      | 1      |
| 8.   | Нигерија                  | -     | 1      | -      | 1      |
| 8.   | Пољска                    | -     | 1      | -      | 1      |
| 8.   | Холандија                 | -     | 1      | -      | 1      |
| 11.  | Уједињено Краљевство      | -     | -      | 4      | 4      |
| 11.  | Немачка                   | -     | -      | 2      | 2      |
| 13.  | Западна Немачка           | -     | -      | 1      | 1      |
|      | Укупно 13 земаља          | 14    | 14     | 14     | 42     |